# ونتوتن
ونتوتن یا پانداتریا (به ایتالیایی: Isola di Ventotene) یک جزیره در ایتالیا است که در استان لاتینا واقع شده‌است. ونتوتن ۱٫۵۴ کیلومتر مربع مساحت و ۷۶۸ نفر جمعیت دارد و ۱۸ متر بالاتر از سطح دریا واقع شده‌است.

## تاریخ

### امپراتوری روم
ونتوتن، مانند تمام جزایر پونتین، متعلق به امپراتور آگوستوس (ح. ۳۱ قبل از میلاد - ۱۴ پس از میلاد) بود که در اوایل سلطنت خود یک قصر تابستانی بزرگ در جزیره ساخته بود که شامل حمام رومی، تراس‌ها، باغ‌ها، اگزدره و قنات‌ها، که پس از آن ملک شاهنشاهی باقی ماند. اکنون به عنوان ویلا جولیا شناخته می‌شود زیرا احتمالاً جایی بود که او دخترش ژولیای بزرگ را در ۲ قبل از میلاد به عنوان واکنشی به زنای بیش از حد او به آنجا تبعید کرد و جایی که می‌توانست به راحتی او را زیر نظر داشته باشد. آگوستوس دو ویلا در جزیره داشت، اما جولیا احتمالاً به ویلا جولیا واقع در پونتا دیولو در شمال جزیره، با تمام امکانات یک خلوتگاه امپراتوری فرستاده شد.
در سال ۲۹ پس از میلاد امپراتور تیبریوس نوه آگوستوس را تبعید کرد آگریپینای بزرگ، که احتمالاً به دلیل سوء تغذیه در ۱۸ اکتبر ۳۳ پس از میلاد جان باختند. پس از اینکه گایوس، پسر آگریپینا بزرگ (که بیشتر به نام کالیگولا شناخته می‌شود)، در سال ۳۷ پس از میلاد امپراتور شد، برای جمع‌آوری بقایای او به پانداتریا رفت و با احترام آنها را به رم بازگرداند. کوچک‌ترین دختر آگریپینا، جولیا لیویلا، دو بار به پانداتریا تبعید شد: بار اول توسط برادرش کالیگولا به دلیل توطئه برای خلع او، و بار دوم توسط عمویش، امپراتور کلودیوس ، به تحریک همسرش والریا مسلینا در سال ۴۱ م.
مدتی بعد، جولیا لیویلا با احتیاط از گرسنگی مرد و احتمالاً بقایای او به رم بازگردانده شد که خواهر بزرگترش آگریپینای کوچک به عنوان همسر کلودیوس تأثیرگذار شد. بانوی برجسته دیگری از سلسله دودمان ژولیو کلودین، کلودیا آکتا که اولین همسر امپراتور نرون بود، در سال ۶۲ پس از میلاد به پانداتریا تبعید و سپس به دستور شوهر او اعدام شد.
همچنین جزیره ای است که St. Flavia Domitilla، نوه امپراتور وسپاسیان تبعید شد.